# Casper Röding
Casper Röding, född 2 januari 1737 i Växjö, död 10 maj 1783 i Växjö, var en svensk guldsmed och etsare.
Han var son till kopparslagaren Isaac Röding och Catharina Löfgren. Röding finns representerad med etsningen Jesu bergspredikan vid Nationalmuseum.